# Der Groß-Cophta
Der Groß-Cophta ist ein Lustspiel in fünf Aufzügen von Johann Wolfgang von Goethe. Im Sommer 1791 entstanden, wurde das Stück am 17. Dezember 1791 im Herzoglichen Hoftheater zu Weimar mit Musik von Johann Friedrich Kranz (1754–1810) uraufgeführt und lag 1792 im Druck vor.
Der Groß-Cophta gibt sich als Haupt eines Geheimbundes aus, um sein leichtgläubiges Publikum zu prellen.
In ewiger Jugend wandelt er schon Jahrhunderte auf diesem Erdboden. Indien, Ägypten ist sein liebster Aufenthalt. Nackt betritt er die Wüsten Libyens; sorglos erforscht er dort die Geheimnisse der Natur.
Ort der Handlung ist ein imaginärer Kleinstaat, den der Fürst regiert. Seine Tochter, die Prinzessin, begehrt angeblich ein kostbares Halsband.

## Handlung
Erster Aufzug
Erleuchteter Saal
Graf Rostro schüchtert eine Abendgesellschaft durch sein bloßes Erscheinen ein und ruft Uriel und Ithruriel an. Sogar der gastgebende Domherr spricht den autoritären Grafen respektvoll mit Mein Herr und Meister! an. Der Graf schulmeistert und kujoniert die anwesenden Damen und Herren. Der Ritter Greville lässt sich von diesen Geistern zwar nicht schrecken, sagt aber brav den Wahlspruch ersten Grades des Groß-Cophta her: Was du willst, das dir die Leute tun sollen, wirst du ihnen auch tun. Die Marquise nennt den Grafen, allerdings nur beiseite sprechend, sogar einen Phantast, Lügner und Betrüger. Als der Graf später mit dem Diener des Domherrn allein ist, erfährt der Zuschauer, dass der Graf in Wirklichkeit ein Betrüger ist.
Zweiter Aufzug
Wohnung des Marquis
Die Nichte der Marquise hat vor kurzem ihre Mutter verloren; sie ist auf dem Lande erzogen und erst drei Tage in der Stadt. Und schon ist das junge Blut vom Marquis seiner Unschuld kurzerhand beraubt worden.
Die Marquise kommt vom Domherrn und setzt ihren Mann und den Zuschauer über ihre Gaunerei ins Bild. Der Domherr vergöttert die Prinzessin, ist aber bei ihr in Ungnade gefallen. Die Marquise „überbrachte“ dem Domherrn einen Brief der Prinzessin, in dem sie ihm ihre neuerliche Huld verspricht unter einer Bedingung. Er soll für sie als Käufer des kostbaren Halsbandes fungieren und die erste Rate zahlen. Der Domherr ist außer sich vor Glück. Die Marquise hat den Brief aber selber geschrieben. Das Fürstenhaus weiß natürlich überhaupt nichts von der Fälschung. Die betrügerische Marquise plant: Wir brechen den Schmuck auseinander, du gehst nach England hinüber, verkaufest, vertauschest zuerst die kleinen Steine mit Klugheit; ich komme nach, sobald mir meine Sicherheit nicht mehr erlaubt, hier zu bleiben; indessen will ich die Sache schon so führen und so verwirren, daß der Domherr allein steckenbleibt. Der Marquis macht mit.
Der Ritter kommt. Er und die Nichte sind sich sofort sympathisch. Die Marquise lügt dem Ritter und der Nichte vor, was für übernatürliche Kraft der Graf besitze. Da tritt der große Zauberer auch schon auf. Er macht die Nichte bange. Will er sie als das Medium missbrauchen für eine gemeinsame Halsband-Gaunerei zusammen mit der Marquise? Eine Unschuldige, eine Taube sieht der Graf in der Nichte. Aber die vom Marquis längst verführte Nichte bebt und zittert, weil sie doch keine Taube mehr ist.
Als die Nichte mit der Marquise allein ist, gesteht sie der Tante ihr Verhältnis mit dem Onkel. Die Marquise trägt die Nachricht gefasst und frohlockt Oh! sie wird nur desto geschmeidiger sein, mir blindlings gehorchen und über meinen Mann gibt mir diese Entdeckung auch neue Vorteile.
Dritter Aufzug
Zimmer des Domherrn
Der Domherr erwartet die Hofjuweliere und triumphiert. Wenn er der Prinzessin dieses Kleinod beschafft ohne Vorbewußt ihres Vaters, dann wird er sie noch fester an sich knüpfen.
Du wirst mein sein! jubiliert er, unterschreibt den Kontrakt, übernimmt das Halsband von den Juwelieren und gibt es gleich an den Boten der Marquise weiter.
Der Domherr ist beschäftigt. Er empfängt den Ritter. Beide sollen vom Grafen in den nächsthöheren Grad des Groß-Cophta erhoben werden. Der Ritter ist überrascht, als der Domherr im Beisein des Grafen den Wahlspruch des zweiten Grades verlauten lässt: Was du willst, daß die Menschen für dich tun sollen, das tue für sie nicht.
Alle Menschen, auch der Domherr, sind Egoisten. So weit so gut. Als dann der Graf und der Ritter unter vier Augen reden, eröffnet der Graf dem Ritter, er habe den Domherrn benutzt, um ihn [den Ritter] zu versuchen. Der Ritter habe die Prüfung bestanden, und der Graf grüße ihn als Meister. Die Dankbarkeit des Ritters ist grenzenlos. Als der Graf allein ist, meint er, man müsse die Angeln, die Netze nach Portion der Fische einrichten. Es scheint so, als sei der Ritter ins Netz gegangen.
Alle sind versammelt. In einem großen Auftritt gibt sich der Graf als der Groß-Cophta zu erkennen. Seine Unverschämtheit übertrifft meine Erwartung, sagt die Marquise beiseite. Ist es möglich, daß es noch mehrere deinesgleichen gebe? fragt der Domherr ungläubig. Die nicht mehr jungfräuliche Nichte muss sich als Medium hergeben und sieht in einer erleuchteten Kugel eine Dame, die der anwesende entzückte Domherr für eine Erscheinung der Prinzessin nehmen kann. Nebenbei himmelt der Ritter die Nichte an. Auf dem Gipfel der Hellsichtigkeit erblickt die Nichte den Domherrn in der Kugel. Der Domherr neben seiner Prinzessin in der Kugel! Der gefoppte Domherr ist glückselig und dem Grafen dankbar für das Ergebnis der Séance. Die Nichte fällt in Ohnmacht. Der Ritter ruft: Helft ihr! … Es ist unverzeihlich, daß Ihr sie nicht eher entlassen habt!
Vierter Aufzug
Zimmer der Nichte
Die Nichte beurteilt die aktuelle Lage: Der Domherr liebt die Fürstin, und ich soll sie wohl gar vorstellen? Der Marquis … ist ein eitler, frecher, leichtsinniger Mann, der mich unglücklich gemacht hat und bald in mein Verderben willigen wird, um mich nur loszuwerden. Der Domherr ist ebenso gefährlich. Der Graf ein Betrüger. Ach, nur der Ritter wäre der Mann, an den ich mich wenden könnte. Seine Gestalt, sein Betragen, seine Gesinnungen zeichneten mir ihn im ersten Augenblicke als einen rechtschaffenen, einen zuverlässigen tätigen Jüngling; und wenn ich mich nicht irre, war ich ihm nicht gleichgültig. Die herzu kommende Marquise bestätigt die Vermutung: Sie stellen die Prinzessin vor. Die Nichte jammert: Sie werden mich nicht retten, wenn man mich verurteilt. Stimmt alles, aber es hilft ihr nichts. Die Nichte ist von der Marquise dazu ausersehen, den Domherrn weiterhin zu täuschen.
Unter vier Augen schenkt die Nichte dem Ritter reinen Wein ein. Angesichts der Wahrheit gehen ihm die Augen auf. Der Ritter bezeichnet die Nichte als doppelte, dreifache Schauspielerin, und sie gehen unglücklich auseinander. Ich gehe, Sie nie wiederzusehen, sagt er der Nichte unmissverständlich Adieu.
Die nächste Charakterschwäche der Nichte folgt sogleich. Der Marquis hat die Edelsteine bei sich und will mit der blutjungen, begehrenswerten Nichte allein nach England. Anscheinend ist die Marquise fünftes Rad am Wagen. Der Zuschauer staunt, als die Nichte zum – auf einmal steinreichen – Marquis sagt: Führen Sie mich, wohin Sie wollen.
Der verbitterte Ritter eilt zu dem Minister und packt aus.
Fünfter Aufzug
Nacht. Ein Lustgarten
Weshalb erscheint der Graf im nächtlichen Lustgarten? Sein Monolog hört sich so an, als wisse er es selber nicht: Ich begreif es nicht … Die Marquise bestellt den Domherrn hier heraus; wär es möglich, daß es ihr gelungen wäre, die Prinzessin zu gewinnen? Natürlich bleibt die Prinzessin aus dem Spiel. Die Tochter des Landesfürsten wird von der schauspielerisch begabten Nichte dargestellt. Die Schauspielerin wird von dem Marquis und der Marquise mit vier Pferden zum Tête-à-tête mit dem vertrauensseligen Domherrn kutschiert. Die Betrüger wollen mit dem Schmuck weiter in Richtung Landesgrenze. Als es endlich zum Rendezvous des Domherrn mit der „Prinzessin“ kommen will, greift die schwer bewaffnete Staatsmacht ein. Mit den Detail-Infos des Ritters ist es für die Gardisten ein Kinderspiel, die Übeltäter im Freien auf frischer Tat zu ertappen. Unter besonderer Berücksichtigung ihres jeweiligen gesellschaftlichen Status kommen alle Delinquenten mit einem blauen Auge davon: Der Marquis und die Marquise müssen die Einzelteile des Halsbandes hergeben und werden nur verbannt. Auch der Domherr muss das schöne Land verlassen. Aber man lässt ihm acht Tage Zeit, und er darf auf Zuruf später einmal heimkehren. Die Gardisten prügeln den Grafen aus der Szene, und die Nichte darf sich auf eigenen Wunsch in ein ganz nahe gelegenes Frauenkloster zwecks zeitlich befristeter Läuterung zurückziehen. Ihr Ritter sagt, wie es nach dem Stück weitergehen wird: Mir bleibt nur ein Wunsch und eine Hoffnung, das gute Mädchen [die Nichte] aufzurichten und sie sich selbst und der Welt wiederzugeben.

## Hintergrund

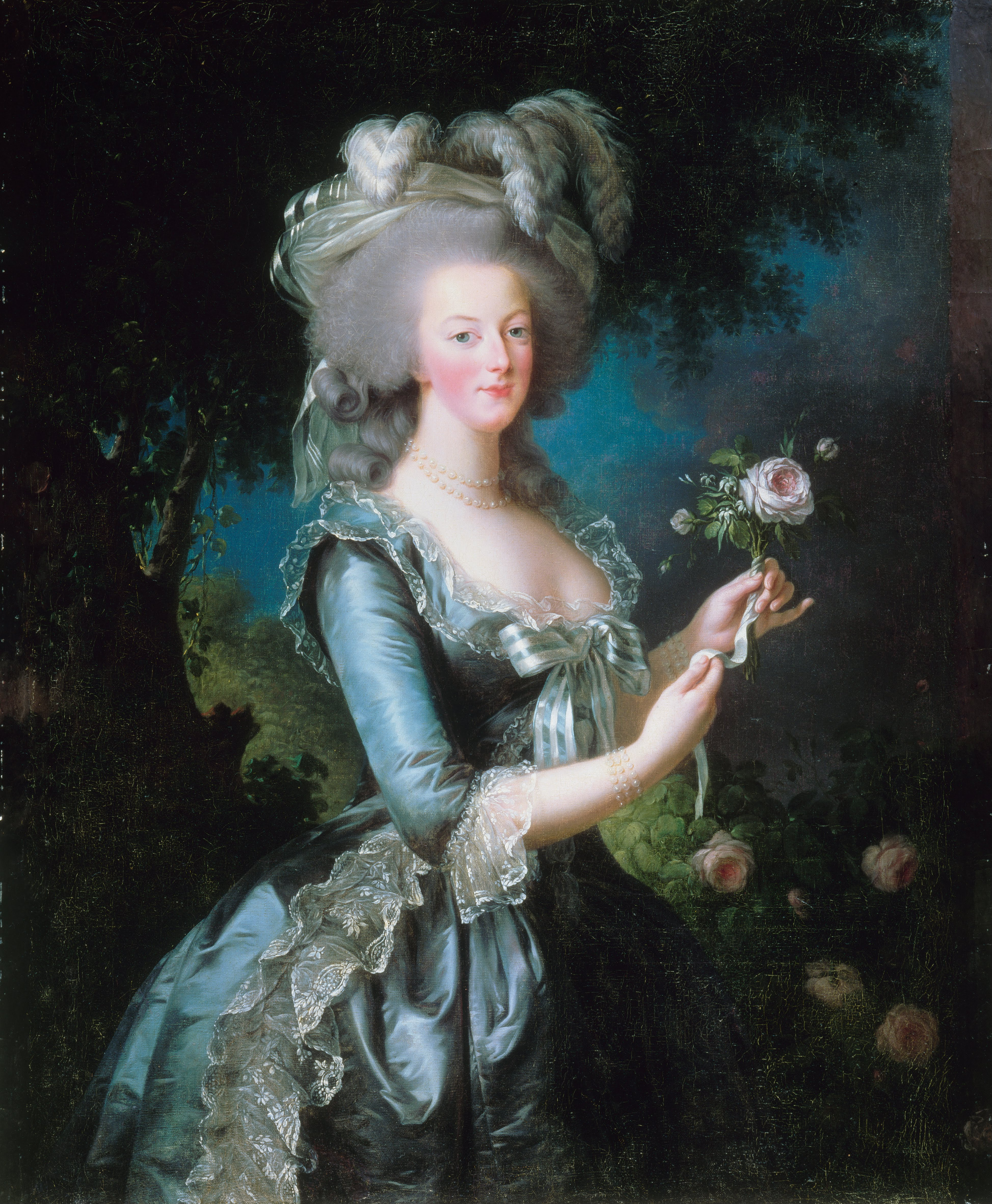
Königin Marie-Antoinette

Schon vor Cagliostros Verwicklung in die Halsbandaffäre hatte Goethe sich intensiv mit dem Hochstapler auseinandergesetzt. Gespannt folgte er dem Prozess und studierte selbst unwichtige Prozessschriften en détail. 1787, als Cagliostro bereits inhaftiert war, gab sich Goethe bei der Familie des Scharlatans in Sizilien unter falschem Namen als Vertrauter aus, überbrachte Grüße und publizierte später Briefe der Mutter, die ihm zur Weiterleitung an ihren Sohn anvertraut worden waren – dies alles in der Absicht, den „Groß Cophta“ zu enttarnen. In dieser Zeit entstand bei Goethe die Idee zu einem Lustspiel „Die Mystificierten“, welches Fragment blieb. In Weimar formte der Dichter den Stoff dann zu „Der Groß-Cophta“.
Am 17. Januar 1791 wurde Goethe Intendant des Herzoglichen Hoftheaters zu Weimar. Das Komödienhaus wurde am 7. Mai 1791 neu eröffnet. Mit Rücksicht auf das Unterhaltungsbedürfnis des Publikums mussten solche Stücke wie der Groß-Cophta oder Der Bürgergeneral produziert werden.
Goethe verarbeitete im Groß-Cophta die Halsbandaffäre und Auftritte des Scharlatans Cagliostro. Immerhin waren in die Halsbandaffäre die französische Königin Marie-Antoinette und Kardinal Louis de Rohan verwickelt. Es geht im Groß-Cophta um den moralischen Verfall des Ancien Régime, in der Goethe eine der Ursachen der Französischen Revolution sah. Goethe machte sein Stück durch „Umbenennungen“ und Kniffe hoffähig. Die Königin Marie-Antoinette nennt er Prinzessin und lässt sie obendrein überhaupt nicht auftreten. Der Kardinal de Rohan heißt der Domherr. Die Hochstaplerin Jeanne de St. Rémy de Valois (die Comtesse de La Motte aus der Halsbandaffäre) heißt bei Goethe einfach die Marquise. Cagliostro wird der Graf Rostro genannt. Zumindest stimmen die letzten fünf Buchstaben der beiden Namen überein.
Vermutlich war Cagliostro gar nicht an der Halsbandaffäre beteiligt, in dem nachfolgenden Gerichtsprozess wurde er freigesprochen. Goethe arbeitete die bunt schillernde, europabekannte Figur dennoch in sein Stück ein, weil er als Theaterleiter das Publikum erziehen wollte. Der Groß-Cophta sollte mehr sein als ein simples Gaunerstück.

## Selbstzeugnisse
„Daß die Französische Revolution auch für mich eine Revolution war kannst du dencken.“

„Es freut mich, daß Sie Ihre alte Neigung zum Cophta noch nicht verlohren haben, und daß Ihnen die Vorstellung in Lauchstädt nicht ganz mißfallen hat, ich werde es wenigstens alle Jahre einmal als Wahrzeichen aufführen lassen. Die übrigen deutschen Theater werden sich aus mehr als einer Ursache davor hüten.“

„Ich war … bei Goethe, der anfangs matt, nachher sehr heiter war. Er sprach unter anderm sehr geistreich und anschaulich über die drei Hauptursachen der französischen Revolution, … und gesellte ihnen eine vierte zu: Antoinettens gänzliche Vernachlässigung aller Etiquette. ‚Wenn man einmal mehrere Millionen aufwendet an einem Hof, um gewisse Formen als Schranken gegen die Menge zu haben, so ist es thöricht und lächerlich, wenn man solche selbst wieder über den Haufen wirft.‘“

## Rezeption
- Karl Otto Conrady weist auf den gar zu losen inneren Zusammenhang der Auftritte Cagliostros (im Stück der Graf) mit der Gaunergeschichte vom gestohlenen Schmuck hin.[1]
- Nicholas Boyle charakterisiert die Ablehnung des Stücks durch die Rezipienten als Aha-Erlebnis und Wendepunkt in der poetischen Produktion Goethes.[2]

### Sekundärliteratur
Geordnet nach dem Erscheinungsjahr
- Richard Friedenthal: Goethe – sein Leben und seine Zeit. S. 384–385. R. Piper Verlag München 1963
- Gabriella Catalano: Goethe e Cagliostro. Analisi del rapporto del poeta con l'avventuriero siciliano alla luce del „Gross-Cophta“. Napoli Univ. Diss. 1982.
- Alwin Binder: Goethes „Groß-Cophta“ als Analyse unmündiger Gesellschaft. In: „Der Groß-Cophta“. S. 144–175. Stuttgart 1989. ISBN 3-15-008539-X
- Jürgen Biefang: Goethes Groß-Cophta und der Verfall des Ancien Régime Frankfurt 1991, ISBN 3-638-69314-7
- Gero von Wilpert: Goethe-Lexikon (= Kröners Taschenausgabe. Band 407). Kröner, Stuttgart 1998, ISBN 3-520-40701-9, S. 525–529.
- Karl Otto Conrady: Goethe – Leben und Werk. S. 476–486. Düsseldorf und Zürich 1999, ISBN 3-538-06638-8
- Nicholas Boyle: Goethe. Der Dichter in seiner Zeit. Bd. 2: 1790–1803. S. 218–225. Frankfurt a. M. 2004, ISBN 3-458-34750-X
- Konrad Rahe: Cagliostro und Christus Verlag Dr. Kovac. Hamburg, THEOS – Studienreihe Theologische Forschungsergebnisse, Bd. 7 ISBN 978-3-86064-194-1